# The Mirror (canción)
«The Mirror» es la séptima pista del álbum Awake de la banda de metal progresivo Dream Theater. La letra, escrita por Mike Portnoy, habla de su problema de alcoholismo. Aunque no forma parte de su suite sobre el alcoholismo que posteriormente aparecería en su primera parte en el álbum Six Degrees of Inner Turbulence y que se continuaría en los siguientes, es considerado un preludio al mencionado.
El riff principal de la canción pertenece a una canción mucho más corta anteriror a Awake llamada Pupies on Acid, con la que acompañaban en vivo a Take the Time (en el video 5 Years in a LIVEtime se la puede escuchar acompañando a Just Let me Breathe).
La canción es versionada en el álbum en directo Live Scenes From New York.

## Citas
- En la primera cita de la canción se oye la voz de la actriz Meryl Streep: "What are you doing? (¿Qué haces?)", cita extraída de la película Falling in Love

- La siguiente cita, de la película Damage, es la voz de Jeremy Irons: "That I haven't behaved as I should (No me comporté como debí hacerlo)".

- El tercer sample es la voz de Mary Beth Hurt en la película Light Sleeper: "Everything you need is around you. The only danger is inside you. (Todo lo que necesitas está a tu alrededor. El único peligro está dentro tuyo)".

- En la última cita, se escucha nuevamente a Jeremy Irons, cita proveniente de la misma película: "I thought you could control life, but it's not like that. There are things you can't control. (Pensaba que uno controlaba su vida, pero no es así. Hay cosas que no se pueden controlar)".